# 式町水晶
式町 水晶（しきまち みずき、1996年10月 - ）は、日本のヴァイオリニスト、作曲家。北海道旭川市生まれ、東京都町田市育ち。神奈川県小田原市在住

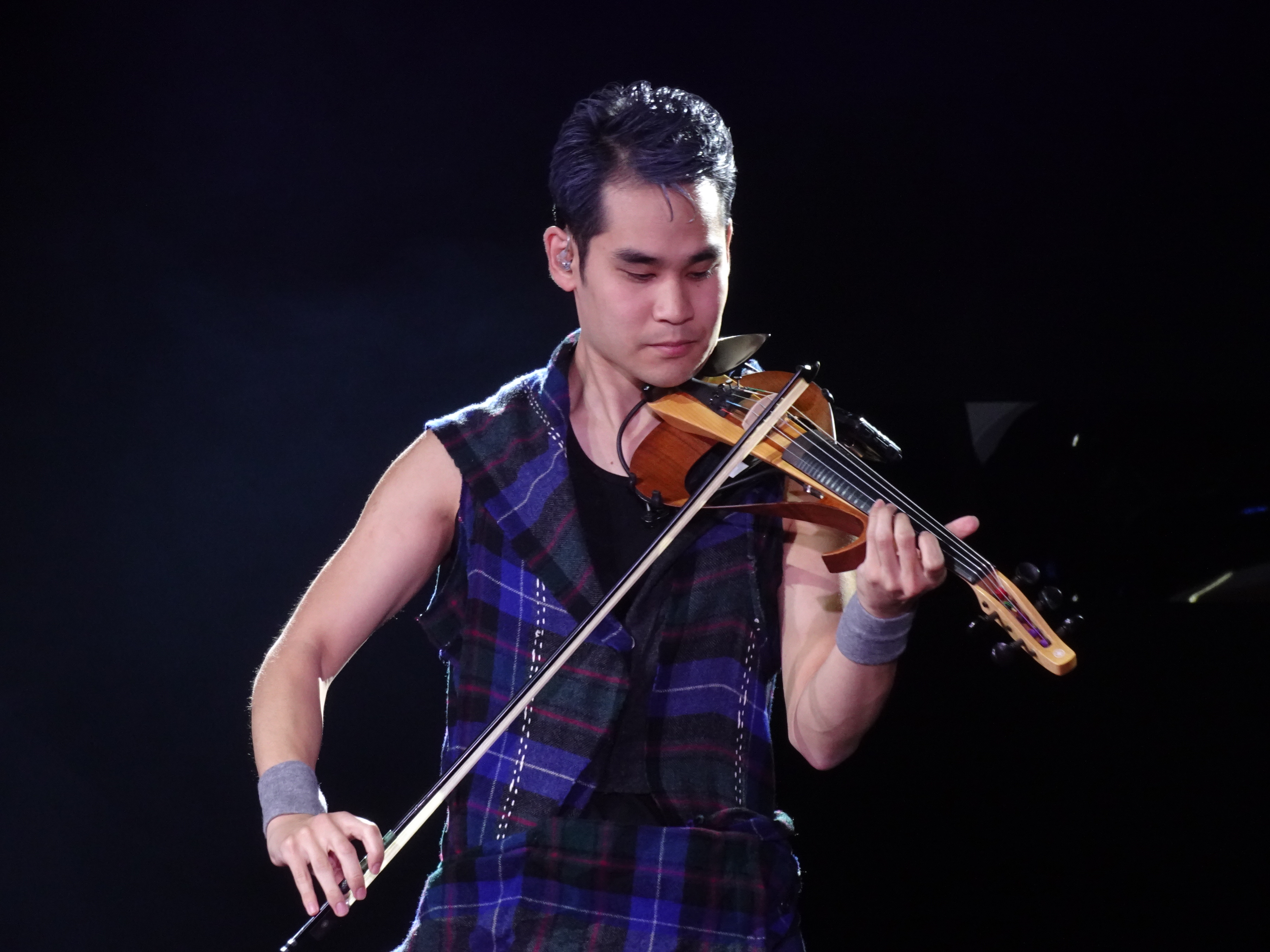
式町水晶(2023年10月29日)

## 経歴
未熟な状態で生まれ、3歳の時に脳性麻痺（小脳低形成）と診断される。母親は出産直後に離婚していて家計が苦しく、生後2ヶ月の頃に埼玉県川口市で祖父母と同居を始めている。手足のリハビリにと母親に勧められ、4歳からヴァイオリン教室に通いはじめる。5歳の時に網膜変性症、眼球運動失調（en:Ocular dysmetria）、視神経乳頭陥凹拡大（緑内障）が見つかる。同年に葉加瀬太郎による情熱大陸の演奏を聴いている。8歳から中澤きみ子に師事しプロを志すようになったとされ、音楽性の幅を広げるため、10歳からポップス、ジャズなど様々な演奏ジャンルを持つ中西俊博に師事する。
特別支援学級等を経て小学校高学年で通常学級に移るが、6年生の時、車椅子を隠されるなどのいじめに遭い不登校になる。不登校となった年の秋、自分の気持ちを曲にしようと作曲に取り組み、その日のうちに「孤独の戦士」という楽曲を完成させた。この楽曲を完成の数日後に八王子医療刑務所で初披露している。その後、筋力トレーニングなどを行い、高校生の頃には車椅子なしで生活できるようになった。現在も障害と戦いながらトレーニングを続け、コンサート活動と楽曲制作に取り組んでいる。
2015年3月、宮城県仙台市で開催された第3回国連防災世界会議では、TSUNAMIヴァイオリンを手に取り「花は咲く」を演奏した。TSUNAMIヴァイオリンは、東日本大震災で発生した津波による流木から作られた。その後も復興支援のための演奏会などで使い続けられている。
2018年4月11日、キングレコードよりメジャー・デビューアルバムをリリース。
2021年9月5日、東京パラリンピックの閉会式で2020年東京パラリンピックのバイオリン担当となり、この素晴らしき世界を演奏した。

## その他
幼少期に公園で遊んでいた際、『爆笑問題のバク天!』のロケ中のレイザーラモンHGに遭遇。好き嫌いを克服するという企画に参加した。

## 出演

### テレビ
- めざましテレビ（フジテレビ、2014年3月12日）[23]。
- すけっち（テレビ東京、2014年5月11日・5月14日）[1][2]
- Nスタ（TBSテレビ、2016年9月9日）[21]
- ハートネットTV（NHK Eテレ、2017年1月16日）[4]
- ニュース シブ5時（NHK総合テレビ、2017年2月21日）[5][16]
- おばんですいわて（NHK盛岡放送、2018年5月17日）
- NHKニュースおはよう日本（NHK総合テレビ、2018年8月13日）[24]

## コンサート
2013年
8月7日：大震災の流木バイオリンで 被災地支援のための 式町水晶 Violin Concert（町田市民フォーラム 3階ホール）
10月25日：津波ヴァイオリン〜千の音色でつなぐ絆〜チャリティコンサート 式町水晶 心のままに（Hakuju Hall）
2014年
3月10日：東日本大震災チャリティー公演 式町水晶コンサート〜心のままに〜（和光大学ポプリホール鶴川）
8月22日：東日本大震災チャリティーコンサート「心のままに」（町田市民フォーラム 3階ホール）
2015年
3月11日：〜私たちは忘れない〜「式町水晶チャリティーコンサート」（和光大学ポプリホール鶴川）
8月4日：式町水晶 東日本大震災復興支援コンサート（相模女子大学グリーンホール）
8月13日：陸前高田市イベント（陸前高田市コミュニティホール）
2016年
3月11日：東日本大震災復興支援 ハーモニー チャリティーコンサート 〜5年目の春 3.11を忘れない〜 出演（日野市勤労・青年会館）
5月21日：式町水晶 東日本大震災で被災した障害者施設支援ヴァイオリンコンサート（葉山町福祉文化会館）
8月8日：式町水晶 東日本大震災復興支援コンサート（町田市民フォーラム 3階ホール）
10月14日：忘れない！東日本大震災　復興のつち音が響く・そして明日へ 出演（杜のホールはしもと・ホール）
2017年
3月3日：式町水晶 東日本大震災復興支援コンサート（和光大学ポプリホール鶴川）
7月29日：式町水晶 東日本大震災復興支援コンサート（町田市民ホール）
8月29日：クロップみのりの家チャリティー 式町水晶ヴァイオリンコンサート（国分寺市立いずみホール）
2018年
2月24日：グリーンリボン・コンサート（千代田区立内幸町ホール）
3月18日：みんなあつまれ2017 MUSIC LIVE 出演（横浜赤レンガ倉庫）
4月14日：メジャーデビューアルバム発売記念コンサート 式町水晶「孤独の戦士」（ニッショーホール）

## ディスコグラフィー

### アルバム
|              | 発売日         | タイトル     | 規格品番     | 収録内容 |              |
| インディーズ | インディーズ   | インディーズ | インディーズ | インディーズ | インディーズ |
| ------------ | -------------- | ------------ | ------------ | --- | ------------ |
|              | 2016年3月11日  | 感謝         | SPXM−0006    | 1. 孤独の戦士 2. 風のままに 3. Olivia Ruiz 4. memory of moment 5. Espoir 6. Ripping nacre’s dance |              |
| メジャー     |                |              |              | |              |
| 1st          | 2018年4月11日  | 孤独の戦士   | KICC-1417    | 1. 孤独の戦士 2. リベルタンゴ 3. メモリー・オブ・モーメント 4. オリビア・ルイーズ 5. マインズ・モーション 6. ユラン・マグノリアズ・プリンセス 7. ホワイト・ローズ 8. アメリカン・ウェイク 9. ロコマイカイ 10. 浜辺の歌〈TSUNAMIヴァイオリン〉 11. スマイル                                                                                       |              |
| 2nd          | 2019年10月23日 | 希望への道   |              | 1. 風のままに 2. スペイン 3. 希望への道~The Road to Hope~ 4. ロッキーのテーマ 5. エレガント・ ナイチンゲール 6. メイオウ 7. 上を向いて歩こう 8. 人生のメリーゴーランド 9. タイガー・ラグ 10. 孤独の戦士~Flame of Heart~(ボーカル・バージョン) 11. クリスタル・ソウル〜水晶の響~ 12. 希望への道~Load to Hope~(TSUNAMIバイオリン ソロ・バージョン) |              |